# 弦楽四重奏曲第14番 (ベートーヴェン)
弦楽四重奏曲第14番（げんがくしじゅうそうきょくだいじゅうよんばん）嬰ハ短調 作品131は、ルートヴィヒ・ヴァン・ベートーヴェンが1826年に完成させた弦楽四重奏曲。第13番、第15番と並ぶベートーヴェン最晩年の弦楽四重奏曲の傑作。出版順によって14番とされているが、15番目に作曲された。
依頼によって書かれた第12番、第13番、第15番の直後、この第14番は自発的に作曲された。そのためか、内側からの欲求によって作られたより芸術性の高い作品に仕上がっている。
ベートーヴェン自身会心の作であり、この曲を作ったとき「ありがたいことに、創造力は昔よりもそんなに衰えてはいないよ」と友人に語ったという。シューベルトはこの作品を聴いて、「この後でわれわれに何が書けるというのだ？」と述べたと伝えられている。甥カールの属していた連隊の中将ヨーゼフ・フォン・シュトゥッターハイム男爵に献呈されている。

## 曲の構成
定型より多い7楽章からなるが、第1楽章をきわめて長い序奏、短い第3・第6楽章を楽章連結の経過句と見ると、従来の4楽章構成をふまえたものであると見ることも出来る。全曲は休みなく連続して演奏される。所要時間約38分。
第1楽章 Adagio ma non troppo e molto espressivo
嬰ハ短調、2分の2拍子
自由な形式のフーガ。はじめに歌われる第1ヴァイオリンの2つの動機によって楽章全体が構成されてゆく。
このような緩やかな楽章で開始されるのは異例であるが、上記のとおり序奏と見る見方もできる。寂寥にあふれた楽章で、ワーグナーはこの楽章を「音をもって表現しうる最も悲痛なるもの」と評した。
第2楽章 Allegro molto vivace
ニ長調、8分の6拍子、ロンド形式
遠隔調であるニ長調に転ずる。いきいきとした主題を持つロンド。これも副主題がロンド主題から導かれてあまり目立たないなど、自由な形式になっている。
第3楽章 Allegro moderato - Adagio
11小節しかなく、独立した楽章というより、次の楽章への経過句といえる。アレグロ・モデラートで始まる6小節と、第1ヴァイオリンのカデンツァを中心とした5小節のアダージョからなる。
第4楽章 Andante ma non troppo e molto cantabile - Più mosso - Andante moderato e lusinghiero - Adagio - Allegretto - Adagio, ma non troppo e semplice - Allegretto
イ長調、4分の2拍子、主題と6つの変奏
全曲通じてもっとも長大な楽章。32小節と長い主題が第6変奏まで展開される。ベートーヴェンが晩年に力を入れていた緩徐楽章における変奏曲形式の頂点であり、最後の変奏は、主題の原型から大きく隔たった旋律にまで変化しており、変奏の可能性の極限を追求しようとしていることが見てとれる。主題は2つのヴァイオリンが交互に歌うもの。第1変奏は低音と高音で交互に繰り返される。第2変奏は速度を少し上げてピゥ・モッソとなる。第3変奏はアンダンテ・モデラート・エ・ルジンギエロ（愛嬌のある）となり、主題のカノン風変奏となる。第4変奏は音階風な走句が中心となる。第5変奏はアレグレットで、切分音を伴う和声的なもの。第6変奏はアダージョ・マ・ノン・トロッポ・エ・センプリーチェ、4分の9拍子。長い第1ヴァイオリンのトリルで、テンポを変化させながら、静かに終わる。
第5楽章 Presto
ホ長調、2分の2拍子
3拍子でないがスケルツォに相当し、主題は諧謔的。のびやかなトリオは2度繰り返される。ピチカートによる楽器間のやり取りや、特にコーダにおけるスル・ポンティチェロの部分など、楽器演奏的にも可能性を見極めんとしている。
第6楽章 Adagio quasi un poco andante
嬰ト短調、4分の3拍子
この調はベートーヴェンの全楽曲の中でも非常に珍しい。ヴィオラによって物悲しいカヴァティーナ風の旋律が歌われる。この旋律はフランス民謡から取られたともいわれている。最終楽章への導入的性格が濃い。
第7楽章 Allegro
嬰ハ短調、2分の2拍子、ソナタ形式
終楽章においてはじめてソナタ形式の登場であるが、行進曲調の叩きつけるような第1主題がほぼ原形を保ったまま何度も現われるので、ロンド形式ともとれる。第2主題は音階風に歌われる、流れるような対比的なもの。コーダはポコ・アダージョになるなど目まぐるしくリズム、旋律が変化する。最後は長調の音で締められる。